# Moonfleet (film)
Moonfleet is een film uit 1955 onder regie van Fritz Lang. De film is gebaseerd op de gelijknamige roman (1898) van J. Meade Falkner.

## Verhaal
Het verhaal speelt zich af in 1757 in Moonfleet, een dorp dat ligt aan de Zuid-Engelse kust. Daar zijn al vele jaren smokkelaars bedrijvig onder het geheime bevel van landedelman Jeremy Fox. Op een dag duikt John Mohune, een elfjarige weesjongen, op in het leven van Fox. John werd door zijn moeder gestuurd naar Fox, ooit de verloofde van Johns moeder. John komt erg ongelegen in het malafide smokkelaarsmilieu. Fox wil van hem af maar de jongen raakt geleidelijk in de ban van Fox.

## Rolverdeling
| Acteur              | Personage                  |
| ------------------- | -------------------------- |
| Stewart Granger     | Jeremy Fox                 |
| George Sanders      | Lord James Ashwood         |
| Joan Greenwood      | Lady Clarista Ashwood      |
| Viveca Lindfors     | mevrouw Minton             |
| Jon Whiteley        | John Mohune, de jonge wees |
| Liliane Montevecchi | de zigeunerin              |
| Melville Cooper     | Felix Ratsey               |
| Alan Napier         | Parson Glennie             |
| Sean McClory        | Elzevir Block              |